# Coupe de France 1953/54
Het seizoen 1953/54 was het 37e seizoen van de Coupe de France in het voetbal. Het toernooi werd georganiseerd door de Franse voetbalbond.
Dit seizoen namen er 1072 clubs deel (36 meer dan de record deelname in het vorige seizoen). De competitie ging in de zomer van 1953 van start en eindigde op 23 mei 1954 met de finale in het Stade Olympique Yves-du-Manoir in Colombes. De finale werd gespeeld tussen OGC Nice (voor de tweede keer finalist) en Olympique Marseille (voor de negende keer finalist). OGC Nice veroverde voor de tweede keer de beker door Olympique Marseille met 2-1 te verslaan.

## Uitslagen

### 1/32 finale
De wedstrijden werden op 17 januari gespeeld, de beslissingswedstrijden op 21 (Sedan Torcy - SCO Angers) en 24 januari. De 18 clubs van de Division 1 kwamen voor het eerst in actie in deze ronde.
| Winnaar              | Uitslag     | Verliezer            |
| -------------------- | ----------- | -------------------- |
| OGC Nice             | 5-0         | RC Lens              |
| Olympique Marseille  | 3-0         | FC Grenoble          |
| AS Troyes-Savinienne | 5-1         | CO Cholet            |
| UA Sedan Torcy       | 3-3 nv; 2-1 | SCO Angers           |
| Girondins Bordeaux   | 1-0         | Arago Sport Orléans  |
| FC Rouen             | 5-0         | US Boulogne          |
| AS Cannes            | 2-0         | CS Avion             |
| RCFC Besançon        | 4-2         | SC Draguignan-Le Muy |
| Stade Français       | 2-0         | AS Poissy            |
| RC Strasbourg        | 5-0         | US Saint-Gaudens     |
| Sporting Toulon      | 1-0         | US Blanzy-Montceau   |
| FC Metz              | 2-1         | FC Sochaux           |
| FC Sète              | 2-1         | AS Aix               |
| Lille OSC            | 2-0         | CO Roubaix-Tourcoing |
| Le Havre AC          | 5-1         | RC Arras             |
| FC Nancy             | 4-1         | AS Monaco            |

| Winnaar                 | Uitslag     | Verliezer            |
| ----------------------- | ----------- | -------------------- |
| CS Blénod               | 1-0         | Olympique Hesdin     |
| Stade Reims             | 6-2         | RC Paris             |
| Olympique Lyon          | 3-0         | AS Saint-Étienne     |
| Red Star Paris          | 3-2         | AS Giraumont         |
| La Bastidienne Bordeaux | 1-0         | SC Abbeville         |
| USAC Romilly            | 4-1         | ES Bully             |
| CO Roche-la-Molière     | 5-1         | SO Montpellier       |
| Stade Rennes            | 6-2         | Stade Quimper        |
| Olympique Alès          | 3-2         | CA Paris             |
| FC Perpignan            | 3-0         | CS Villedieu         |
| US Normande Colombelles | 0-0 nv; 4-1 | Olympique Avignon    |
| Stade Béthune           | 6-1         | SC Choisy-le-Roi     |
| Toulouse FC             | 4-0         | Stade Mont-de-Marsan |
| US Quevilly             | 1-0         | FC Nantes            |
| USB Longwy              | 2-2 nv; 2-1 | US Faucigny          |
| Olympique Nîmes         | 3-2         | AS Béziers           |

### 1/16 finale
De wedstrijden werden op 14 en 25 (Strasbourg-Perpignan) februari gespeeld, de enige beslissingswedstrijd op 21 februari.
| Winnaar              | Uitslag     | Verliezer               |
| -------------------- | ----------- | ----------------------- |
| OGC Nice             | 0-0 nv; 6-3 | CS Blénod               |
| Olympique Marseille  | 3-2         | Stade Reims             |
| AS Troyes-Savinienne | 5-2         | Olympique Lyon          |
| UA Sedan Torcy       | 2-0         | Red Star Paris          |
| Girondins Bordeaux   | 5-0         | La Bastidienne Bordeaux |
| FC Rouen             | 3-0         | USAC Romilly            |
| AS Cannes            | 3-0         | CO Roche-la-Molière     |
| RCFC Besançon        | 2-1         | Stade Rennes            |

| Winnaar         | Uitslag | Verliezer               |
| --------------- | ------- | ----------------------- |
| Stade Français  | 2-1     | Olympique Alès          |
| RC Strasbourg   | 2-0     | FC Perpignan            |
| Sporting Toulon | 2-1     | US Normande Colombelles |
| FC Metz         | 5-2     | Stade Béthune           |
| FC Sète         | 2-1 nv  | Toulouse FC             |
| Lille OSC       | 3-2     | US Quevilly             |
| Le Havre AC     | 2-1     | USB Longwy              |
| FC Nancy        | 5-1     | Olympique Nîmes         |

### 1/8 finale
De wedstrijden werden op 8 maart gespeeld, de beslissingswedstrijden tussen Sedan-Torcy en Metz op 18 en 24 maart.
| Winnaar              | Uitslag             | Verliezer       |
| -------------------- | ------------------- | --------------- |
| OGC Nice             | 1-0                 | Stade Français  |
| Olympique Marseille  | 2-1                 | RC Strasbourg   |
| AS Troyes-Savinienne | 1-0                 | Sporting Toulon |
| UA Sedan Torcy       | 0-0 nv; 1-1 nv; 2-1 | FC Metz         |

| Winnaar            | Uitslag | Verliezer   |
| ------------------ | ------- | ----------- |
| Girondins Bordeaux | 3-2     | FC Sète     |
| FC Rouen           | 2-0     | Lille OSC   |
| AS Cannes          | 3-0     | Le Havre AC |
| RCFC Besançon      | 2-1     | FC Nancy    |

### Kwartfinale
De wedstrijden werden op 28 maart gespeeld, de enige beslissingswedstrijd op 1 april.
| Winnaar              | Uitslag     | Verliezer          |
| -------------------- | ----------- | ------------------ |
| OGC Nice             | 1-1 nv; 3-0 | Girondins Bordeaux |
| Olympique Marseille  | 3-2 nv      | FC Rouen           |
| AS Troyes-Savinienne | 4-1         | AS Cannes          |
| UA Sedan Torcy       | 2-1         | RCFC Besançon      |

### Halve finale
De wedstrijden werden op 25 april gespeeld.
| Winnaar             | Uitslag | Verliezer            |
| ------------------- | ------- | -------------------- |
| OGC Nice            | 2-1     | AS Troyes-Savinienne |
| Olympique Marseille | 2-1     | UA Sedan Torcy       |

### Finale
De wedstrijd werd op 23 mei 1954 gespeeld in het Stade Olympique Yves-du-Manoir in Colombes voor 56.803 toeschouwers. De wedstrijd stond onder leiding van scheidsrechter Édouard Harzic.
| Winnaar                                | Uitslag | Finalist             |
| -------------------------------------- | ------- | -------------------- |
| OGC Nice                               | 2-1     | Olympique Marseille  |
| Victor Nurenberg 6' Luis Carniglia 11' |         | 55' Gunnar Andersson |

1917/18 · 1918/19 · 1919/20 · 1920/21 · 1921/22 · 1922/23 · 1923/24 · 1924/25 · 1925/26 · 1926/27 · 1927/28 · 1928/29 · 1929/30 · 1930/31 · 1931/32 · 1932/33 · 1933/34 · 1934/35 · 1935/36 · 1936/37 · 1937/38 · 1938/39 · 1939/40 · 1940/41 · 1941/42 · 1942/43 · 1943/44 · 1944/45 · 1945/46 · 1946/47 · 1947/48 · 1948/49 · 1949/50 · 1950/51 · 1951/52 · 1952/53 · 1953/54 · 1954/55 · 1955/56 · 1956/57 · 1957/58 · 1958/59 · 1959/60 · 1960/61 · 1961/62 · 1962/63 · 1963/64 · 1964/65 · 1965/66 · 1966/67 · 1967/68 · 1968/69 · 1969/70 · 1970/71 · 1971/72 · 1972/73 · 1973/74 · 1974/75 · 1975/76 · 1976/77 · 1977/78 · 1978/79 · 1979/80 · 1980/81 · 1981/82 · 1982/83 · 1983/84 · 1984/85 · 1985/86 · 1986/87 · 1987/88 · 1988/89 · 1989/90 · 1990/91 · 1991/92 · 1992/93 · 1993/94 · 1994/95 · 1995/96 · 1996/97 · 1997/98 · 1998/99 · 1999/00 · 2000/01 · 2001/02 · 2002/03 · 2003/04 · 2004/05 · 2005/06 · 2006/07 · 2007/08 · 2008/09 · 2009/10 · 2010/11 · 2011/12 · 2012/13 · 2013/14 · 2014/15 · 2015/16 · 2016/17 · 2017/18 · 2018/19 · 2019/20 · 2020/21 · 
2021/22 · 2022/23 · 2023/24 · 2024/25 ·